# Luis Diego Cordero
Luis Diego Cordero Jiménez (Alajuela, 21 de mayo de 1988) es un futbolista profesional costarricense que juega como Centrocampista y actualmente juega en el Municipal Grecia de la Primera División de Costa Rica

## Trayectoria
Inició su carrera deportiva en las ligas menores de la Liga Deportiva Alajuelense en el 2000, sin embargo, en el 2002 continua su formación en las ligas menores del Deportivo Saprissa, equipo con el que haría su debut en la Primera División de Costa Rica el 14 de febrero de 2007 en un encuentro ante Santos de Guápiles. Posteriormente, sería cedido al Saprissa de Corazón de la Segunda División de Costa Rica hasta el 2009, donde regresaría al primer equipo morado. Su primera anotación oficial la consigue el 3 de marzo de 2011 en un encuentro ante el Club Deportivo Olimpia por la Concacaf Liga Campeones 2010-11, sin embargo, su primer gol en la Primera División de Costa Rica lo consigue el 10 de abril de 2011 en un partido ante Santos de Guápiles. Con el conjunto tibaseño se proclama campeón de los torneos 2006-2007, Invierno 2007, Apertura 2008, Clausura 2008 y Verano 2010, disputando un total de 123 partidos y contabilizando 12 anotaciones. En el 2014 se vincularía al Club Sport Herediano, equipo con el que logra el subcampeonato del Invierno 2014. Posteriormente saldría del equipo florense, y actualmente juega en la Municipal Liberia de la Primera División de Costa Rica.

### Selección nacional
A niveles de selecciones nacionales disputó la Copa Mundial de Fútbol Sub-17 de 2005. Además, con la selección mayor ha participado en encuentros amistosos, sumando una aparición con la escuadra costarricense.

### Participaciones en Copas del Mundo
| Mundial                               | Sede | Resultado        |
| ------------------------------------- | ---- | ---------------- |
| Copa Mundial de Fútbol Sub-17 de 2005 | Perú | Cuartos de final |

## Clubes
| Club                           | País       | Año         |
| ------------------------------ | ---------- | ----------- |
| Alajuela Junior                | Costa Rica | 2000-2002   |
| Generación Saprissa            | Costa Rica | 2002-2007   |
| Deportivo Saprissa             | Costa Rica | 2007-2013   |
| Club Sport Herediano           | Costa Rica | 2014 - 2015 |
| Asociación Deportiva Carmelita | Costa Rica | 2015        |
| Tarxien Rainbows FC            | Malta      | 2015        |
| Municipal Grecia               | Costa Rica | 2016 -      |

## Palmarés
| Título           | Club               | Año           |
| ---------------- | ------------------ | ------------- |
| Primera División | Deportivo Saprissa | 2006-2007     |
| Primera División | Deportivo Saprissa | Invierno 2007 |
| Primera División | Deportivo Saprissa | Verano 2008   |
| Primera División | Deportivo Saprissa | Invierno 2008 |
| Primera División | Deportivo Saprissa | Verano 2010   |